# Middleburgh (villa)
Middleburgh es una villa ubicada en el condado de Schoharie en el estado estadounidense de Nueva York. En el año 2000 tenía una población de 1,398 habitantes y una densidad poblacional de 449 personas por km².

## Geografía
Middleburgh se encuentra ubicada en las coordenadas 42°35′48″N 74°19′51″O / 42.59667, -74.33083.

## Demografía
Según la Oficina del Censo en 2000 los ingresos medios por hogar en la localidad eran de $30,583, y los ingresos medios por familia eran $44,286. Los hombres tenían unos ingresos medios de $31,438 frente a los $25,313 para las mujeres. La renta per cápita para la localidad era de $17,948. Alrededor del 17.8% de la población estaban por debajo del umbral de pobreza.